# Кьонигсбергска катедрала
Вижте пояснителната страница за други значения на Кьонигсберг.
Кьонигсберската катедрала, или Катедрален събор в Кьонигсберг, е бившият главен римокатолически храм на Тевтонския орден и херцогство Прусия, после главен лютерански храм на Прусия и на Германската империя.
Разположена е в историческия район Кнайпхоф на Калининград (бивш Кьонигсберг). Тя е крупен исторически, архитектурен и културен паметник със световно значение. До Реформацията от ХVІ век е главен католически храм в Тевтонския орден и херцогство Прусия.
Посветен е на Исус Христос, Богородица, Вси Светии и свети Адалберт Пражки. Архитектурата му е издържана в готически стил.
Като дата на раждането му се приема 13 септември 1333 г. През 1519 г. в храма е отслужена последната католическа литургия на латински, а след 4 г. започват да се четат на немски език проповеди и евангелските текстове. В храма е погребан Имануел Кант, който е и последният тленен погребан в него.
В началото на Втората световна война храмът има следните размери: дължина – 88,5 m, височина – 50,75 m (без кръста – 32,14 m). Сградата е изцяло унищожена по време на бомбардировките на града. Особен интерес представлява вътрешната кула, до върха и горните нива на която се стига по вита стълба. Църковният купол е издържан от преплетени арки, които за първи път се наблюдават в норманската архитектура в Сицилия от XI-XIII век от времето на учредяването на Сицилианското кралство.

## Реставрация
Реставрацията на храма започва по съветско време – през 1976 г., но отначало протича вяло. Едва с началото на перестройката започва да се наблюдава интерес към този обект.

От 1992 г. започват реалните възстановителни работи по храма, които впоследствие протичат с финансовата помощ на „Сименс“. През 1995 – 1996 гг. е възстановена епитафията на гроба на Кант: 
| „ | Две неща изпълват моята душа с ново и нарастващо удивление и благоговение, като преди всичко мислим за тях – звездното небе над мене и Божият закон в мене. | “ |

, монтирани са 4-те църковни камбани също с помощта на „Сименс“.
През 2007 – 2008 гг. завършват последните реставрационни мероприятия по храма и той е изцяло възстановен за поколенията.

## Културен център
След реставрацията му съборът си възвръща ролята на културен център. Понастоящем във възстановената сграда на катедралата се разполагат 2 параклиса – евангелически и православен, и 2 музея – музей на събора и музей на Имануел Кант.
Първата Пасха в храма е чествана през 1992 г. Тържествена служба през 1994 г. е посветена на 450-годишнинаната на Кьонигсбергския университет. На 7 май 1995 г. там са отслужени литургии на 3-те основни християнски конфесии – католическа, православна и лютеранска. Тържествени богослужения в храма има и по-късно, но няма редовни религиозни служби.
В събора също така редовно се изнасят концерти с класическа и религиозна музика, включително с използване на двата органа, провеждат се международни конкурси за органисти „М. Таривердиев“.